# 다카베야촌
다카베야촌(일본어: 高部屋村)은 일본 가나가와현 오스미군·나카군에 설치되었던 촌이다. 현재의 이세하라시 중심부의 북쪽에 해당한다.

## 역사
- 1889년 4월 1일 - 정촌제 시행에 의해 오스미군 다카베야촌이 성립하였다.
- 1896년 3월 26일 - 군 통합에 의해 유루기군과 통합해, 나카군으로 변경되었다.
- 1954년 12월 1일 - 오스미정, 이세하라정, 나루세촌, 오타촌, 히비타촌과 합병해, 새로운 이세하라정이 성립하여, 동일 다카베야촌은 폐지되었다.

## 참고문헌
- 小幡宗海編『神奈川文庫 第五集 百家明鑑』神奈川文庫事務所、1900年。
- 大日本篤農家名鑑編纂所編『大日本篤農家名鑑』大日本篤農家名鑑編纂所、1910年。
- 『가도카와 일본 지명 대사전 14 神奈川県』。

## 참고 문헌
- 角川日本地名大辞典編纂委員会,『角川日本地名大辞典 神奈川県』1984, 角川書店